# Edward Aleksander Raczyński

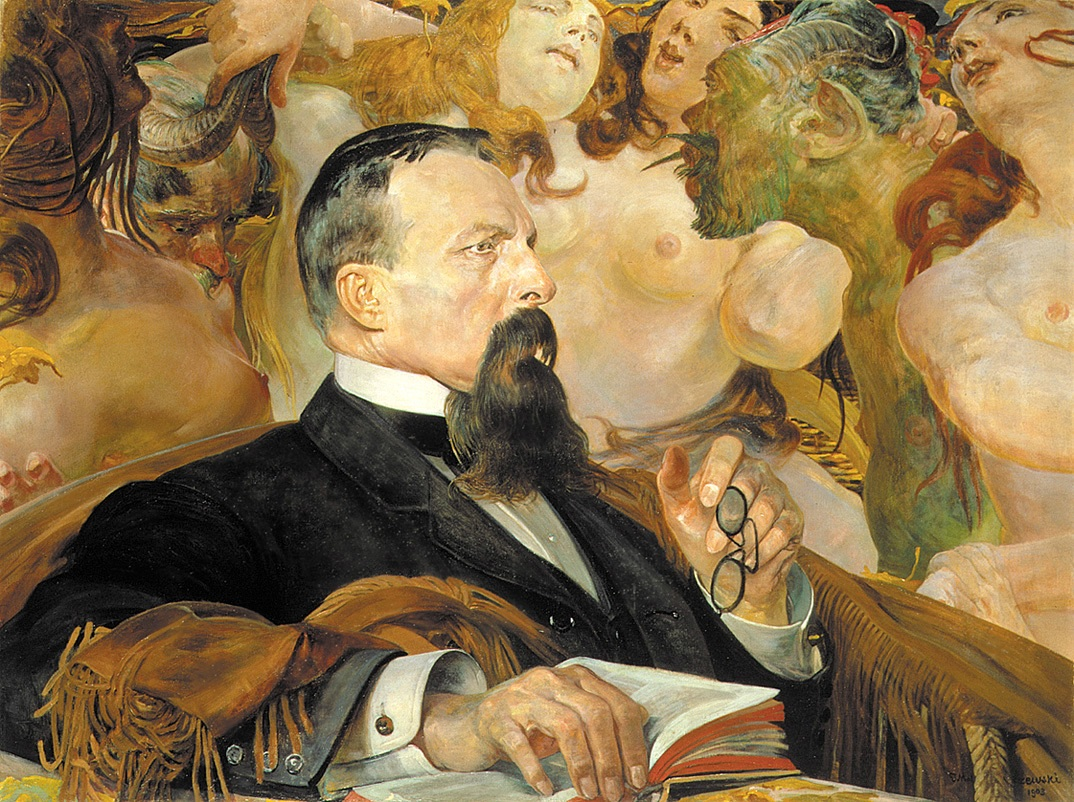
Jacek Malczewski, Portret Edwarda Raczyńskiego z 1903 roku

Edward Aleksander Raczyński herbu Nałęcz (ur. 21 stycznia 1847 w Dreźnie, zm. 6 maja 1926 w Krakowie) – polski kolekcjoner, twórca galerii w Rogalinie, ojciec Edwarda Bernarda Raczyńskiego, który był prezydentem RP na uchodźstwie w latach 1979–1986.

## Życiorys
Hrabia Edward, wnuk hr. Edwarda Raczyńskiego, syn z pozamałżeńskiego romansu Rogera Maurycego Raczyńskiego i księżnej Zenaidy z Hołyńskich Lubomirskiej. Aby zapewnić synowi ślubne pochodzenie, jego ojciec zawarł małżeństwo z Marią Ernestyną Gotschall (1822-1851), która zgodziła się uznać go za własnego syna.
Maturę zdał w 1866 roku w Królewskim Katolickim Gimnazjum w Ostrowie. Studia wyższe ukończył na kierunku prawo.
Był twórcą wielkiej galerii obrazów w Rogalinie. Zebrał 466 dzieł kupowanych w największych europejskich miastach. Do dzisiaj zachowało się ok. 350 prac. Są wśród nich obrazy Olgi Boznańskiej, Juliana Fałata, Jana Matejki, Jacka Malczewskiego, Leona Wyczółkowskiego.
W latach 1895–1913 i 1918–1926 sprawował funkcję prezesa Towarzystwa Przyjaciół Sztuk Pięknych w Krakowie; po jego śmierci Towarzystwo przeżywało kryzys i było od stycznia 1927 bojkotowane przez artystów działających w Towarzystwie Artystów Polskich „Sztuka”, Związku Polskich Artystów Plastyków i Cechu Artystów Plastyków Jednoróg. 
Papież Pius IX nadał mu tytuł szambelana, Order Piusa IX i medal Benemerenti. Odziedziczony po ojcu pruski tytuł hrabiowski został potwierdzony w Austrii w 1904.
Według Róży Raczyńskiej oraz niektórych historyków literatury był jednym z pierwowzorów Leona Płoszowskiego, bohatera powieści Bez dogmatu autorstwa Henryka Sienkiewicza.

## Życie prywatne
Podobnie jak ojciec i dziad, jego życie osobiste było pełne perypetii. Zakochany w swojej kuzynce Róży z Potockich, na skutek nacisków rodziny zerwał związek i poślubił w 1877 hrabiankę Marię Beatrix Krasińską, córkę wieszcza Zygmunta Krasińskiego. Jednocześnie Różę Potocką wydano za mąż za brata Marii, Władysława Krasińskiego. Oba małżeństwa okazały się nieudane i krótkotrwałe, gdyż Maria Beatrix, podobnie jak jej brat, chorowała na gruźlicę, a w dodatku była uzależniona od morfiny. Edward Raczyński poślubił swoją dawną miłość, Różę z Potockich 1. voto Krasińską w 1886 w Krzeszowicach.
Z pierwszego małżeństwa zawartego w 1877 w Warszawie z Marią Beatrix hr. Krasińską (1850-1884) był ojcem Karola Rogera Raczyńskiego (1878-1946).
Z drugiego małżeństwa zawartego w 1886 w Krzeszowicach z Różą z Potockich 1. voto Krasińską był ojcem Rogera Adama Raczyńskiego i Edwarda Bernarda Raczyńskiego.